# ضاحكة
الضواحك أو النواجذ (بالإنجليزية: premolars)‏ (والمفرد: ضاحكة أو ضاحك أو ناجذة أو قَبْطاحِن (بالإنجليزية: premolar)‏) هي أسنان انتقالية تتواجد بين الأنياب والأرحاء. يمتلك الإنسان سنين ضاحكتين في كل ربع من الفك للأسنان الدائمة، مما يعني وجود ثمان ضواحك في الفم بأكمله. لدى الضواحك على الأقل حدبتين. كما أنه من الممكن أن يطلق على الضواحك «الأسنان الانتقالية» عند المضغ. وتتميز بخواص الأنياب الأمامية والطواحن الخلفية، وهكذا يتم نقل الطعام من الأنياب إلى الضواحك وأخيراً إلى الطواحن، بدلاً من أن تذهب مباشرةً من الأنياب إلى الطواحن.
هناك أربعة أشكال للضواحك عند الإنسان:
1. الضاحكة الأولى العلوية
2. الضاحكة الثانية العلوية
3. الضاحكة الأولى السفلية
4. الضاحكة الثانية السفلية

هناك دائماً حدبة خدية كبيرة، خاصةً في الضاحكة الأولى السفلية. أما الضاحكة الثانية السفلية دائماً ما تأتي بنتوئين لسانيين.
علماء الحفر يرجعون إلى ضواحك الإنسان بالرمز Pm3 وPm4.
- الفم (تجويف الفم)
- السطح الخارجي للجانب الأيسر من الفك العلوي.
- السطح الداخلي للجمجمة.